# Micromobilitat

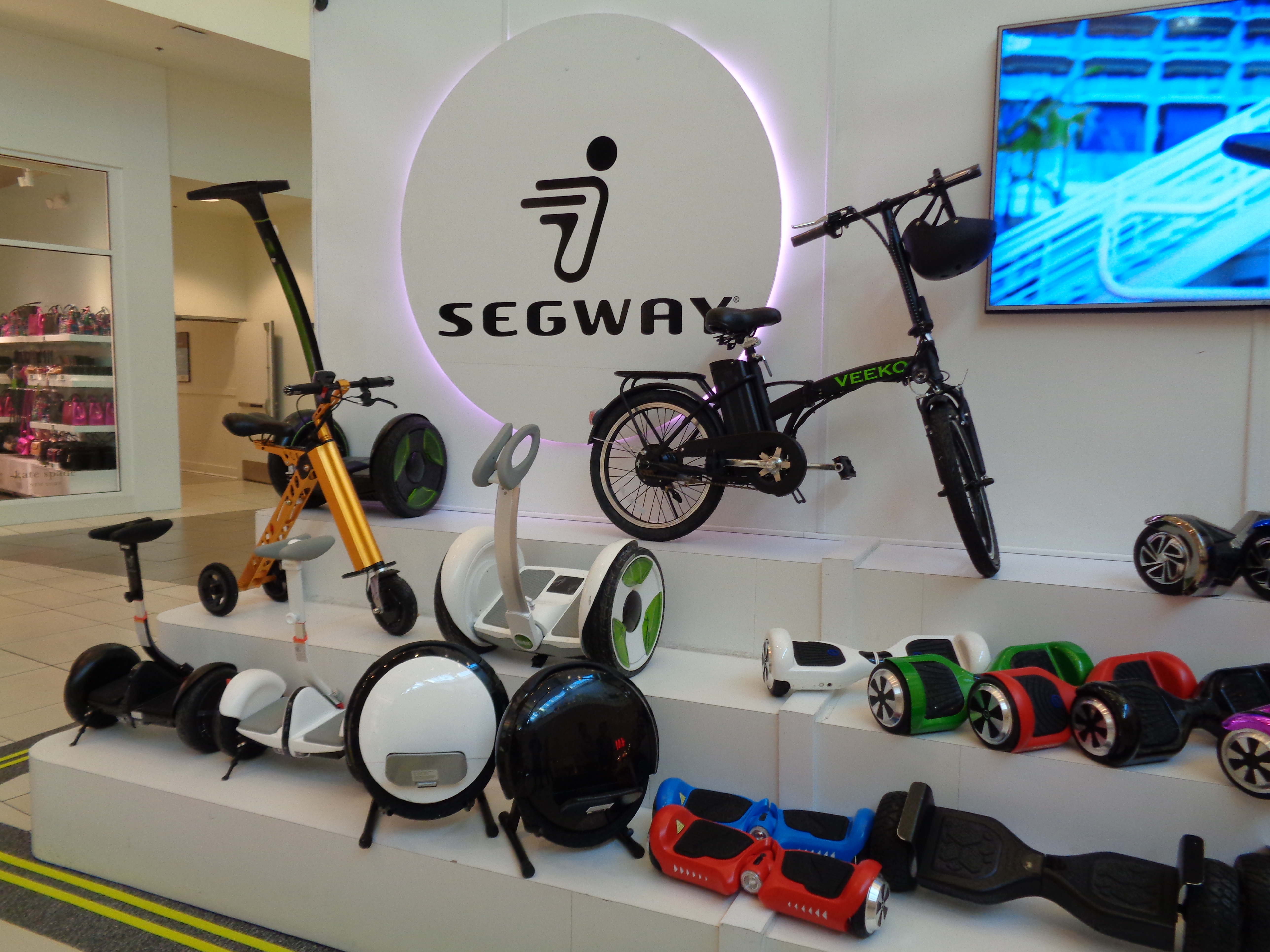
Vehicles de micromobilitat en un aparador.

La micromobilitat es refereix a una sèrie de vehicles petits i lleugers que funcionen a velocitats normalment inferiors a 25 km/h i conduïts personalment pels mateixos usuaris (a diferència dels bicitaxis). Els dispositius de micromobilitat inclouen bicicletes, bicicletes elèctriques, patinets elèctrics, monopatins elèctrics, bicicletes compartides i bicicletes amb assistència (pedelec).
El terme va ser proposat per l'empresari i analista de tecnologia Horace Dediu, específicament en fer un discurs el 2017 durant l'Assemblea de Micromobilitat al «Techfestival», un esdeveniment anual a Copenhaguen.
Les definicions inicials establien que la condició principal per a la inclusió en la categoria de micromobilitat eren un pes brut del vehicle de menys de 500 quilograms. Tanmateix, la definició ha evolucionat per excloure els dispositius amb motors de combustió interna i aquells amb velocitats màximes superiors als 45 quilòmetres.

## Característiques
Els dispositius de micromobilitat poden ser d'alimentació humana o elèctrics (vehicles de mobilitat personal). Poden ser de propietat privada o disponibles mitjançant una flota compartida. La majoria dels dispositius de micromobilitat es consideren de baixa velocitat (amb una velocitat màxima de 25 quilòmetres (16 milles)/h). Tanmateix, els dispositius poden tenir una velocitat de fins a 45 quilòmetres (28 milles)/h i encara es consideren dispositius de micromobilitat.

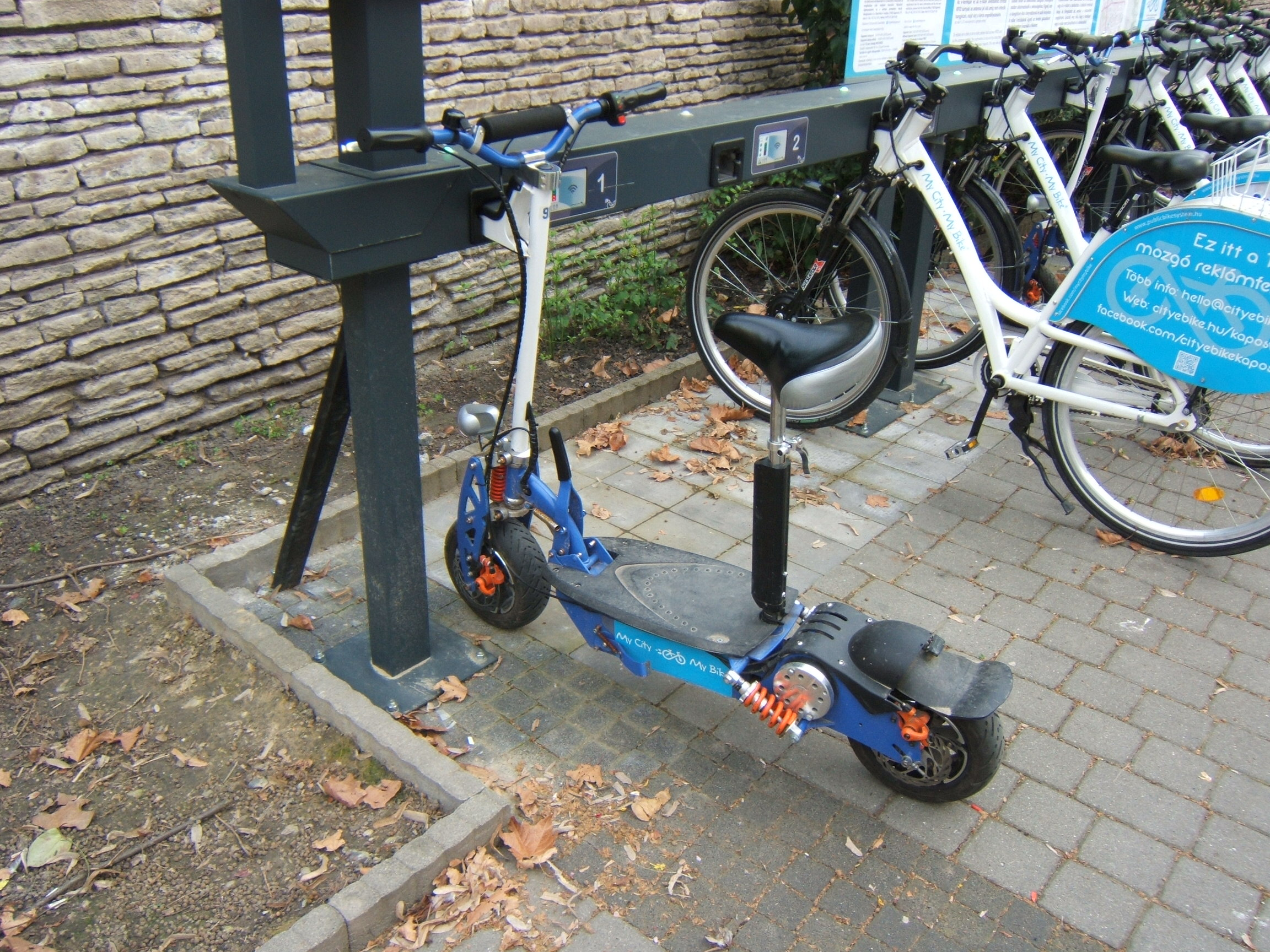
Una estació per aparcar bicicletes compartides i un patinet elèctric.

Les implementacions de micromobilitat compartida van sorgir a la dècada del 2010 com a solució a l'anomenada «última milla» del transport personal, particularment zones urbanes amb alta densitat. En lloc de fer servir vehicles privats, els usuaris poden utilitzar una xarxa compartida de micromobilitat per poder desplaçar-se per distàncies curtes. Els primers serveis implementats van especificar ubicacions, o estacions, on els vehicles havien de ser recollits i lliurats, però una segona generació de serveis compartits van usar models sense estacions als que els vehicles poden deixar-se a qualsevol lloc o dins d'una geotanca específica. La micromobilitat ha estat instrumental en el que es coneix com el «desacoblament» de l'automòbil, o la disponibilitat de vehicles personals compartits dissenyats per a trajectes curts.
Tot i que aquests vehicles han estat a la venda des de fa molt de temps, el creixement d'aquestes pràctiques ha estat producte de la terciarització del servei, que permet als usuaris utilitzar el vehicle de micromobilitat més proper sense necessitat de comprar-lo. Aquest creixement ha reduït l'ús d'automòbils. i, ha fet que empreses automobilístiques com Ford, GM o SEAT entrin en el negoci de la micromobilitat.
Els primers serveis de bicicletes compartides «sense estacions» van sorgir a diverses ciutats a la Xina, i alguns van servir com a exemple de les possibilitats de serveis amb patinets i bicicletes amb assistència o motor elèctric. La disponibilitat de components barats com bateries, pantalles i receptors GPS, en conjunt amb les cadenes de distribució de telèfons intel·ligents, han ajudat a estendre aquest tipus de serveis a diverses ciutats del món.

### Popularitat i recepció
Tot i la rapidesa en l'adopció d'aquestes tecnologies, la transició no ha passat sense detalls. En algunes ciutats l'augment sobtat de vehicles «sense estació» va prendre per sorpresa diverses ciutats que van haver després de crear un marc regulador que permetés a aquests serveis integrar-se sense problemes amb els mitjans existents de transport.A mesura que s'ha trobat un equilibri entre operadors, usuaris i governs locals, i que els beneficis de la micromobilitat s'han fet evidents, altres ciutats i operadors han començat a buscar activament estendre aquests serveis a la ciutadania.